# Wplace
Wplace es un proyecto colaborativo de pixel art creado por Murilo Matsubara y abierto el 21 de julio de 2025, donde cualquier usuario puede pintar con pixeles de cualquier color el mapa mundial. El sitio está fuertemente inspirado en r/place, un proyecto similar en Reddit.

## Descripción general
El sitio web propone una mecánica simple pero adictiva; los usuarios que se hayan registrado previamente pueden pintar sobre cualquiera de los cuatro billones de píxeles cuadrados disponibles, píxeles que componen un lienzo del mapa mundial. Los usuarios comienzan con un grupo limitado de 30 píxeles que pueden colocar, cada pixel gastado se recupera después de 30 segundos mientras que la capacidad máxima de píxeles disponibles aumenta gradualmente, a medida que los usuarios dibujen. El sitio también cuenta con una tabla de clasificación que muestra qué país y región albergan la mayor cantidad de píxeles. Estas reglas resultan en frecuentes disputas entre usuarios, donde cada autor intenta completar su propia imagen, a veces destruyendo la anterior o la vecina.
Las normas básicas del sitio son: No estropear obras de arte ajenas; no dibujar arte sugerente o con mensajes de odio; no hacer publicidad a sitios para adultos; no usar múltiples cuentas: no se permiten bots; no se puede divulgar información personal; se permite pintar sobre otras obras de arte para complementarlas o crear un nuevo dibujo y se permite hacer dibujos con mensajes políticos.

## Fenómeno viral
El sitio web atrajo a más de un millón de usuarios en cuatro días, ganando popularidad en plataformas como TikTok, Reddit y Twitter, especialmente entre los residentes de países como Alemania y Brasil.  Los usuarios dibujan activamente imágenes de videojuegos famosos, series de televisión, deportistas reconocidos, banderas de países, anime, memes y elementos de la cultura de Internet. Elementos de videojuegos como Super Mario, The legend of Zelda, Undertale, Deltarune, Among Us, Hollow Knight, Sonic el erizo, Kirby, Overwatch y Stardew Valley aparecen con frecuencia en el sitio web. Wplace también se utilizó como un intento de los fanáticos de comunicarse con las empresas, a través de la creación de arte en la ubicación de las oficinas de las corporaciones. Hasta el momento, se han pintado más de un billón de píxeles, la mayoría por jóvenes de la generación Z.
La geografía real añade un peso simbólico y permite una conexión entre el arte y el sentimiento humano; Wplace ha sido usado como campo de batalla entre comunidades de internet, grupos sociales y hasta comunidades de países enteros, como es el caso de los usuarios de Perú y Colombia, quienes han pintado sus banderas en la disputada isla Santa Rosa. Incluso debates políticos han tomado la forma de píxeles. Algunos usuarios han pintado banderas del orgullo trans sobre la ubicación del domicilio de la escritora J. K. Rowling por sus comentarios negativos hacia las personas transgénero. En tanto, sobre el Aeropuerto Dade-Collier en Florida, sede de la prisión migratoria Alligator Alcatraz, grupos pro-migración de los Estados Unidos y algunos miembros de la comunidad latina escribieron mensajes contra el ICE y la administración Trump. Mientras que en el área de ubicación del Campo de exterminio de Jalisco, el mapa se lleno con pixeles en señal de luto por los desaparecidos en la guerra contra el narcotráfico que enfrenta México. En la comunidad autónoma de Valencia, España, se presentaron dibujos en forma de protesta contra el gobierno local por su tardía respuesta ante las inundaciones de la DANA en 2024.

### Franja de Gaza
Desde su lanzamiento, uno de los focos más intensos de actividad y reivindicación en Wplace han sido las fronteras de la Franja de Gaza. En esta zona del mapa pixelado, usuarios de todo el mundo han pintado miles de corazones rojos, banderas palestinas y mensajes de apoyo como «Free Palestine» y «Paz ya», incluso se dibujó un pixel art gigante de Superman. Este mural colaborativo ha resistido múltiples intentos de borrado y superposición, gracias a la coordinación de colectivos activistas que han trabajado en turnos para proteger estas obras pixeladas.

### Frente de Armando Mendoza
Desde que Wplace abrió sus puertas en julio de 2025, en la ciudad de Bogotá, Colombia, se ha presentado uno de los proyectos más grandes dentro de la plataforma: el pixel art de Armando Mendoza y Beatriz Pinzón Solano, protagonistas de la telenovela Yo soy Betty, la fea. El dibujo, realizado originalmente por la comunidad colombiana, representa a los personajes de la serie, considerada una de las más icónicas en la historia de la televisión latinoamericana. Dentro de este dibujo se presentó la exageración humorística de la frente del personaje de Don Armando, interpretado por Jorge Enrique Abello, hecho que incrementó la popularidad del trabajo.
La obra comenzó en Bogotá y, debido a su tamaño y la coordinación de diferentes comunidades, la frente se ha extendido de manera continua hacia el norte del mapa. El trazo pixelado atraviesa Haití, Nueva York y la frontera con Canadá, encontrándose actualmente en proceso de expansión hacia el interior de este último país.[cita requerida]